# Acacia doratoxylon
Acacia doratoxylon — вид квіткових рослин з родини бобових. Ареал: Австралія (Австралійська столична територія, Новий Південний Уельс, Вікторія).

## Середовище проживання
Цей вид росте в евкаліптових і каллітрисових лісах на скелястих хребтах, а також у червоному піску. У Вікторії цей вид росте на добре дренованих скелястих хребтах і схилах пагорбів.

## Біоморфологічна характеристика
Це кущ або дерево, що зазвичай досягає висоти від 3 до 8 метрів і максимальної висоти 10 метрів і має одне стебло. Кора на стовбурі гофрована від темно-сіро-коричневого до чорного кольору. Гілочки голі або притиснуто-волосисті. Філодії від зелених до яскраво-зелених мають вузькоеліптичну або більш-менш лінійну форму та прямі або злегка вигнуті, голі, 9–20 см × 2–8 мм, з багатьма слабкими поздовжніми жилками та однією помітною середньою жилкою. Цвіте з серпня по вересень у північних районах і з вересня по листопад у південних районах. Суцвіття здебільшого розташовані групами від двох до п'яти на пазушній осі довжиною від 2 до 15 мм. Циліндричні квіткові голови мають довжину від 2 до 3,5 мм і щільно упаковані яскраво-жовтими квітками. Після цвітіння, як правило, з грудня по лютий, утворюються голі стручки, які є прямими та пласкими, але злегка піднятими та звуженими між насінням, мають довжину від 4 до 10 см із поздовжнім розташуванням насіння всередині.

## Використання
A. doratoxylon можна використовувати для реабілітації земель і може швидко рости на кам’янистих ґрунтах, схильних до ерозії, і на ділянках поповнення. Крім того, фіксація азоту підвищить родючість ґрунту та створить придатне середовище існування для місцевих видів. Він рясно виробляє пилок, який є хорошим джерелом їжі для місцевих молі, метеликів і комах, залучаючи комахоїдних птахів. Інші птахи, включаючи місцевих голубів і папуг, споживають насіння. Деревина є хорошим паливом і створює гарячий вогонь. Темно-коричнева деревина є щільною, дуже твердою та важкою, і використовується для виготовлення меблів. Корінні австралійці використовували його для виготовлення списів. Листя використовують як корм для тварин під час посухи.